# Università degli studi di Toamasina
L'Università degli Studi di Toamasina (in francese Université de Toamasina) è un'università pubblica del Madagascar, nella città di Toamasina.
La scuola faceva parte del sistema scolastico dell'Università del Madagascar, insieme con le università pubbliche di Antananarivo, Antsiranana, Mahajanga, e la Toliara Fianarantsoa. 
Nel 1988 tale sistema è stato riorganizzato e la scuola è diventata autonoma.
L'Università degli Studi di Toamasina contribuisce alla formazione e alla ricerca per lo sviluppo socio-economico e culturale della regione.
Contribuisce, inoltre, alla conservazione e alla valorizzazione del patrimonio culturale malgascio.